# UCI America Tour 2009
L'UCI America Tour 2009 fu la quinta edizione dell'UCI America Tour, uno dei cinque circuiti continentali di ciclismo dell'Unione Ciclistica Internazionale. Era composto inizialmente da quarantasette da corse, poi ridotte a trentasei effettive, che si svolsero tra ottobre 2008 e settembre 2009 nelle Americhe.

## Calendario

### Ottobre 2008
| Data | Prova                          | Cat. | Vincitore         | Squadra                          |
| ---- | ------------------------------ | ---- | ----------------- | -------------------------------- |
| 5-15 | Clásico Ciclistico Banfoandes  | 2.2  | José Serpa        | Serramenti Diquigiovanni-Androni |
| 5-12 | Vuelta Chihuahua Internacional | 2.2  | Francisco Mancebo | Fercase-Paredes Rota dos Móveis  |
| 20-1 | Vuelta a Guatemala             | 2.2  | Manuel Medina     | Café Quetzal Sello Verde         |

### Novembre 2008
| Data  | Prova                                            | Cat. | Vincitore             | Squadra                      |
| ----- | ------------------------------------------------ | ---- | --------------------- | ---------------------------- |
| 2-9   | Vuelta a Bolivia                                 | 2.2  | Luis Fernando Camargo | Lotería de Boyacá-Indeportes |
| 22-30 | Vuelta al Ecuador                                | 2.2  | Byron Guamá           | EMAAP                        |
| 25-30 | Vuelta Ciclista Chiapas                          | 2.2  | Gregorio Ladino       | Tecos de la UAG              |
| 28-7  | Volta Ciclística Internacional de Santa Catarina | 2.2  | Annullata             |                              |

### Dicembre 2008
| Data  | Prova                        | Cat. | Vincitore      | Squadra       |
| ----- | ---------------------------- | ---- | -------------- | ------------- |
| 14-28 | Vuelta Ciclista a Costa Rica | 2.2  | Gregory Brenes | BCR-Pizza Hut |

### Gennaio
| Data  | Prova                 | Cat. | Vincitore       | Squadra             |
| ----- | --------------------- | ---- | --------------- | ------------------- |
| 6-17  | Vuelta al Táchira     | 2.2  | Rónald González | Lotería del Táchira |
| 16-17 | Giro del Sol San Juan | 2.2  | Emanuel Saldaño | Forjar Salud/UOM    |
| 19-25 | Tour de San Luis      | 2.1  | Alfredo Lucero  | Argentina           |

### Febbraio
| Data  | Prova                                    | Cat. | Vincitore               | Squadra            |
| ----- | ---------------------------------------- | ---- | ----------------------- | ------------------ |
| 10-22 | Vuelta a Cuba                            | 2.2  | Arnold Alcolea          | Cuba               |
| 15-22 | Tour of California                       | 2.HC | Levi Leipheimer         | Astana Team        |
| 22-1  | Vuelta Ciclística Independencia Nacional | 2.2  | Luis Fernando Sepúlveda | Aro & Pedal-Inteja |
| 24-1  | Rutas de América                         | 2.2  | Hernán Cline            | C.C. Alas Rojas    |

### Marzo
| Data  | Prova                                      | Cat. | Vincitore         | Squadra                          |
| ----- | ------------------------------------------ | ---- | ----------------- | -------------------------------- |
| 1-8   | Vuelta Mexico                              | 2.2  | Jackson Rodríguez | Serramenti Diquigiovanni-Androni |
| 18-22 | Vuelta a la Provincia de Buenos Aires      | 2.2  | Annullata         |                                  |
| 26-29 | Volta Ciclistica Internacional de Gravataí | 2.2  | Ramiro González   | Avai/Florianopolis/Senac/APGF    |

### Aprile
| Data  | Prova                      | Cat. | Vincitore       | Squadra                  |
| ----- | -------------------------- | ---- | --------------- | ------------------------ |
| 2-11  | Vuelta Ciclista al Uruguay | 2.2  | Scott Zwizanski | Kelly Benefit Strategies |
| 20-26 | Tour de Georgia            | 2.HC | Annullata       |                          |

### Maggio
| Data  | Prova                                         | Cat. | Vincitore            | Squadra                   |
| ----- | --------------------------------------------- | ---- | -------------------- | ------------------------- |
| 13-17 | Doble Sucre Potosi Grand Prix Cemento Fancesa | 2.2  | Ferney Bello Clavijo | Orbea America Pro Cycling |
| 16    | U.S. Cycling Open                             | 1.1  | Annullata            |                           |
| 24    | Tour de Leelanau                              | 1.2  | Annullata            |                           |
| 31    | U.S. Air Force Cycling Classic                | 1.2  | Alejandro Borrajo    | Colavita-Sutter Home      |

### Giugno
| Data  | Prova                                    | Cat.   | Vincitore       | Squadra                      |
| ----- | ---------------------------------------- | ------ | --------------- | ---------------------------- |
| 2     | Lehigh Valley Classic                    | 1.1    | Annullata       |                              |
| 3-7   | Volta Ciclistica Internacional do Paraná | 2.2    | Raul Cançado    | Cesc-Sundown-N Caixa-Calypso |
| 4     | Reading Classic                          | 1.1    | Annullata       |                              |
| 4-7   | Coupe des Nations Ville de Saguenay      | 2.Ncup | Johan Le Bon    | Francia                      |
| 7     | Commerce Bank International Championship | 1.HC   | André Greipel   | Team Columbia-High Road      |
| 7-21  | Vuelta a Colombia                        | 2.2    | José Rujano     | Gobernación del Zulia        |
| 16-21 | Tour de Beauce                           | 2.2    | Scott Zwizanski | Kelly Benefit Strategies     |
| 24-5  | Vuelta a Venezuela                       | 2.2    | José Rujano     | Gobernación del Zulia        |

### Luglio
| Data | Prova                                              | Cat. | Vincitore           | Squadra                  |
| ---- | -------------------------------------------------- | ---- | ------------------- | ------------------------ |
| 4    | Tour de Kootenays 1                                | 1.2  | Annullata           |                          |
| 4-12 | Tour cycliste International de Martinique          | 2.2  | Timothée Lefrançois | Team U Nantes Atlantique |
| 5    | Tour de Kootenays 2                                | 1.2  | Annullata           |                          |
| 9    | Prova Ciclistica 9 de Julho                        | 2.2  | Bruno Tabanez       | São Lucas Saude          |
| 19   | Clásico Ciudad de Caracas                          | 1.2  | Annullata           |                          |
| 23   | Campionati panamericani - Prova a cronom. Under-23 | CC   | Gregory Brenes      | Costa Rica               |
| 23   | Campionati panamericani - Prova a cronometro       | CC   | Juan Carlos López   | Colombia                 |
| 24   | Campionati panamericani - Prova in linea Under-23  | CC   | Juan Pablo Villegas | Colombia                 |
| 24   | Campionati panamericani - Prova in linea           | CC   | Gregorio Ladino     | Colombia                 |

### Agosto
| Data  | Prova                                         | Cat. | Vincitore      | Squadra               |
| ----- | --------------------------------------------- | ---- | -------------- | --------------------- |
| 7-9   | Volta Ciclística Internacional de Campos      | 2.2  | Breno Sidoti   | Scott-Marcondes Cesar |
| 7-16  | Tour Cycliste Internationale de la Guadeloupe | 2.2  | Nicolas Dumont | Only/USL              |
| 8-13  | Tour of New York                              | 2.2  | Annullata      |                       |
| 21-23 | The Colorado Stage Race                       | 2.2  | Annullata      |                       |
| 23-28 | Tour do Brasil Volta Ciclística de São Paulo  | 2.2  | Sergio Ribeiro | Barbot-Siper          |

### Settembre
| Data  | Prova              | Cat. | Vincitore          | Squadra                 |
| ----- | ------------------ | ---- | ------------------ | ----------------------- |
| 7-13  | Tour of Missouri   | 2.HC | David Zabriskie    | Team Garmin-Slipstream  |
| 11-12 | Univest Grand Prix | 2.2  | Volodymyr Starchyk | Amore & Vita-McDonald's |

## Classifiche
Aggiornate al 30 settembre 2009.
| Pos. | Corridore       | Squadra       | Punti |
| ---- | --------------- | ------------- | ----- |
| 1    | Gregorio Ladino | Tecos         | 238   |
| 2    | José Rujano     | Gob. Zulia    | 198   |
| 3    | Arnold Alcolea  | Mapache       | 186   |
| 4    | Luis Sepúlveda  |               | 161   |
| 5    | José Serpa      | Diquigiovanni | 148   |
| 6    | Scott Zwizanski | Kelly Benefit | 136   |
| 6    | Manuel Medina   |               | 132   |
| 8    | Thor Hushovd    | Cervélo       | 127   |
| 9    | Gregory Brenes  | Differdange   | 123   |
| 10   | Alfredo Lucero  |               | 118   |

| Pos. | Squadra                          | Punti |
| ---- | -------------------------------- | ----- |
| 1    | Serramenti Diquigiovanni-Androni | 440   |
| 2    | Tecos de la UAG                  | 365   |
| 3    | Kelly Benefit Strategies         | 228   |
| 4    | Planet Energy                    | 225   |
| 5    | Rock Racing                      | 209   |
| 6    | Cervélo TestTeam                 | 153   |
| 7    | Barbot-Siper                     | 144   |
| 8    | Colombia Es Pasión-Café de Col.  | 142   |
| 9    | Colavita/Sutter Home             | 140   |
| 10   | Amore & Vita-McDonald's          | 125,3 |

| Pos. | Nazione     | Punti   |
| ---- | ----------- | ------- |
| 1    | Colombia    | 1 466,3 |
| 2    | Venezuela   | 989,66  |
| 3    | Stati Uniti | 779,2   |
| 4    | Argentina   | 580     |
| 5    | Brasile     | 555     |
| 6    | Canada      | 484     |
| 7    | Cuba        | 403     |
| 8    | Uruguay     | 374     |
| 9    | Messico     | 269     |
| 10   | Costa Rica  | 263,6   |